# SuperDraco
SuperDraco是由SpaceX設計和製造的高混合動力推進劑液體火箭發動機。它是SpaceX Draco火箭發動機家族的一部分。八台SuperDraco發動機的冗餘陣列可提供容錯推進力，用作龍飛船2號載人太空艙的發射逃生系統。
SuperDraco火箭發動機利用一種可儲存（非低溫）的推進劑，該燃料可以在加油和發射後數月內點火。它們結合了反應控制系統和主推進發動機的功能。
這些發動機將用於乘機運輸到近地軌道的飛行中，還計劃用於現在已取消的紅龍號飛往火星的進入，下降和著陸控制。
SuperDracos將用於龍飛船2號機組人員和貨物運輸太空艙以及DragonFly，DragonFly是一種低空可重複使用的原型火箭，將用於推進降落技術各個方面的飛行測試。儘管該發動機能夠承受73,000牛頓（16,400磅力）的推力，但在進行DragonFly測試期間，該發動機將節流至68,170牛頓（15,325磅力），以保持載具的穩定性。